# 小洛希尼

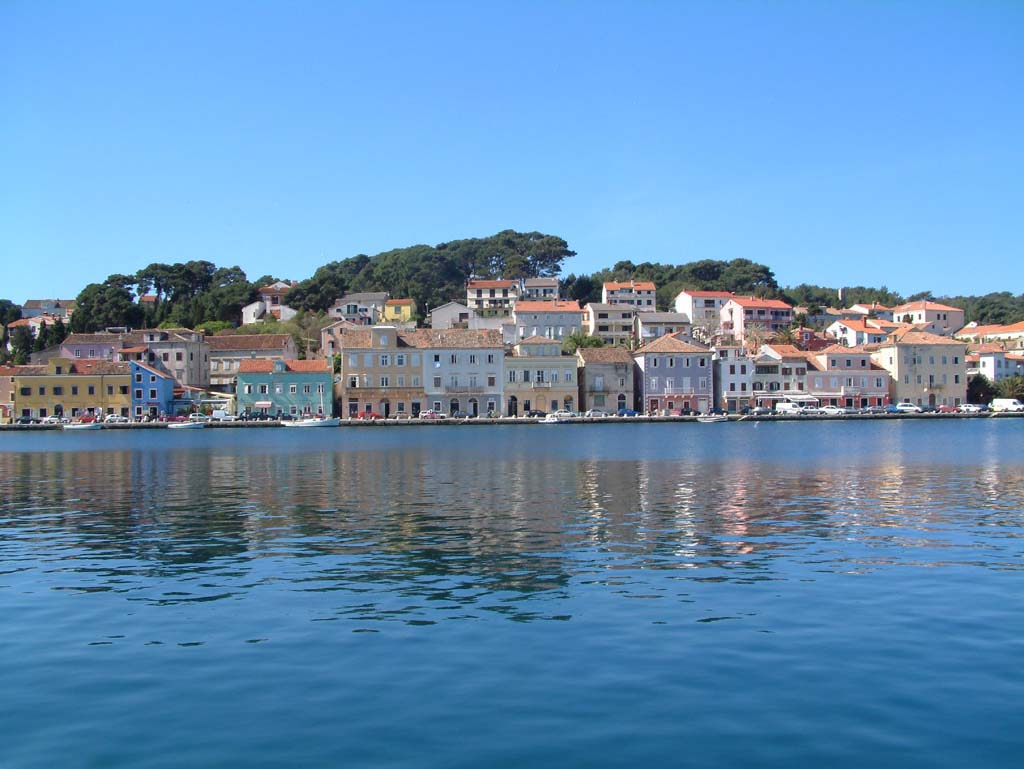

小洛希尼是克羅地亞的城鎮，位於該國西部，由濱海和山區縣負責管轄，主要經濟活動是旅遊業、漁業和造船業，面積223平方公里，2001年人口8,388。
44°32′N 14°28′E / 44.533°N 14.467°E